# Bierawa
Bierawa (in tedesco Birawa) è un comune rurale polacco del distretto di Kędzierzyn-Koźle, nel voivodato di Opole.
Ricopre una superficie di 119,24 km² e nel 2006 contava 8 046 abitanti.
Nel comune vige il bilinguismo polacco/tedesco.